# Championnat de Norvège de baseball
Le championnat de Norvège de baseball se tient depuis 1991. Il réunit l'élite des clubs norvégiens sous l'égide de la Fédération norvégienne. Le premier champion fut le club des Oslo Pretenders et les tenants du titre sont les Oslo Pretenders.
Les Oslo Pretenders dominent nettement l'épreuve avec 112 victoires pour 12 défaites sur la période 2001-2006.

## Clubs de la saison 2011
La saison débute le 7 mai et s'achève par la finale nationale les 3 et 4 septembre. 
- NTNUI Knickers
- Oslo Alligators
- Oslo Pretenders (Rascals)
- Oslo Pretenders 2 (Outcasts)

## Palmarès
| - 1991 : Oslo Pretenders - 1992 : Oslo Pretenders - 1993 : Oslo Pretenders - 1994 : Oslo Pretenders - 1995 : Oslo Pretenders - 1996 : Oslo Alligators - 1997 : Bekkestua Dragons - 1998 : Oslo Alligators - 1999 : Oslo Alligators - 2000 : Oslo Pretenders |  | - 2001 : Oslo Pretenders - 2002 : Oslo Pretenders - 2003 : Oslo Alligators - 2004 : Oslo Pretenders - 2005 : Oslo Pretenders - 2006 : Oslo Pretenders - 2007 : Oslo Pretenders - 2008 : Oslo Pretenders - 2009 : Oslo Pretenders - 2010 : Oslo Pretenders |